# Hexafluorure d'osmium
L'hexafluorure d'osmium, ou fluorure d'osmium(VI), est un composé chimique de formule OsF6. Il se présente sous la forme d'un solide jaune cristallisé dans le système orthorhombique selon le groupe d'espace Pnma (no 62) avec les paramètres cristallins a = 938,7 pm, b = 854,3 pm, c = 494,4 pm et quatre atomes d'osmium par maille cristalline donnant une masse volumique calculée de 5,09 g/cm3. Il fond à 33,4 °C et bout à 47,5 °C. La molécule OsF6 a une symétrie Oh correspondant à une géométrie octaédrique, avec des liaisons Os–F longues de 182,7 pm.
On peut obtenir l'hexafluorure d'osmium en faisant réagir de l'osmium avec un excès de fluor F2 à 300 °C :
Os + 3 F2 ⟶ OsF6.